# TOI-1416
TOI-1416 — одиночная звезда в созвездии Волопаса на расстоянии приблизительно 179 световых лет (около 55 парсек) от Солнца. Визуальная звёздная величина звезды — +9,98m.
Вокруг звезды обращается, как минимум, одна планета.

## Характеристики
TOI-1416 — жёлтый карлик спектрального класса G9V. Масса — около 0,757 солнечной, радиус — около 0,785 солнечного, светимость — около 0,337 солнечной. Эффективная температура — около 4892 K.

## Планетная система
В 2023 году группой астрономов, работающих в рамках программы TESS, было объявлено об открытии планеты TOI-1416 b.
В 2019 году учёными, анализирующими данные проектов Hipparcos и Gaia, у звезды обнаружена планета HIP 70705 c.